# Cis nitidus
Cis nitidus là một loài bọ cánh cứng trong họ Ciidae. Loài này được Fabricius miêu tả khoa học năm 1792.